# Evangelische Kirche Altdöbern

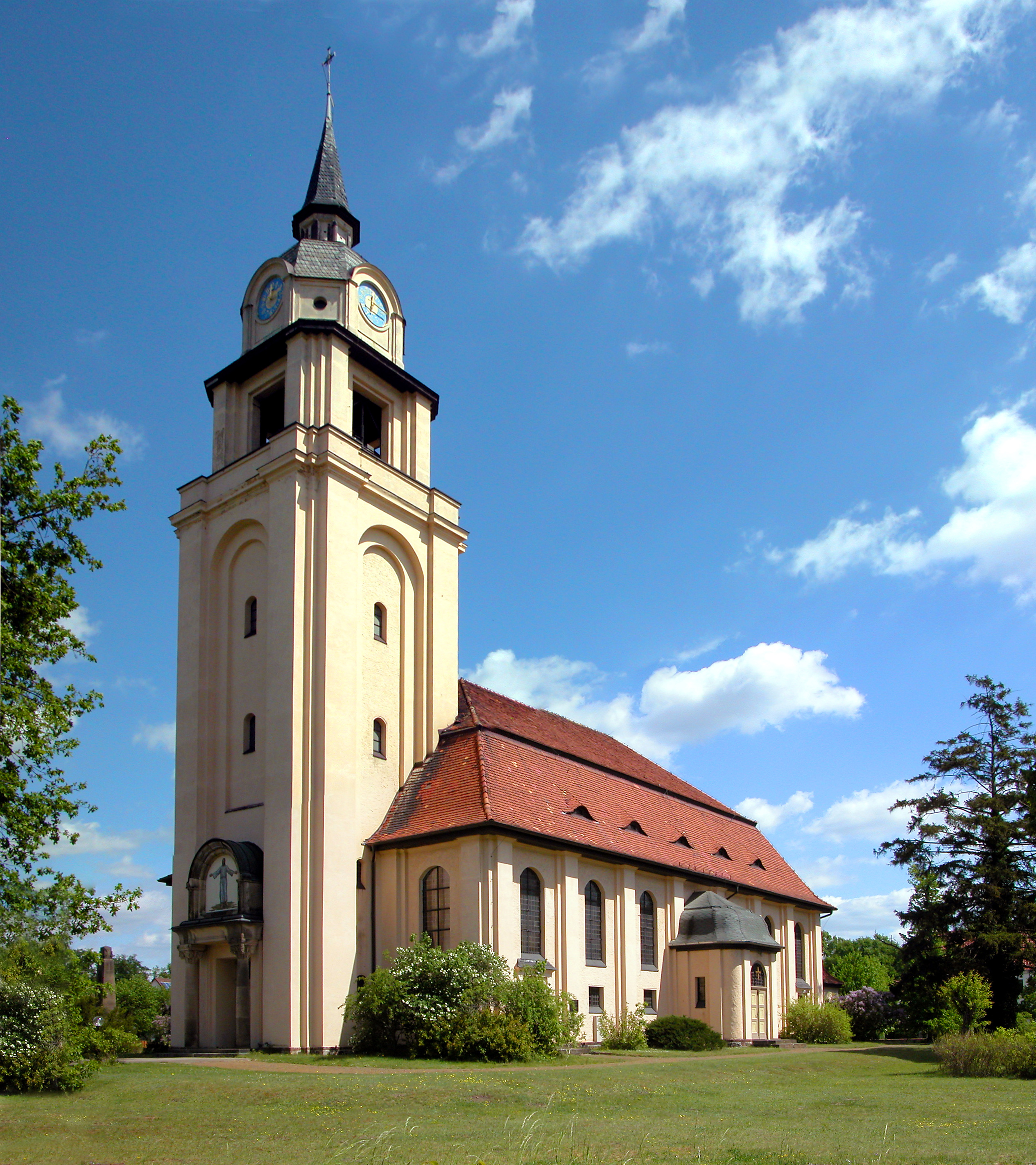
Kirche Altdöbern (2015)

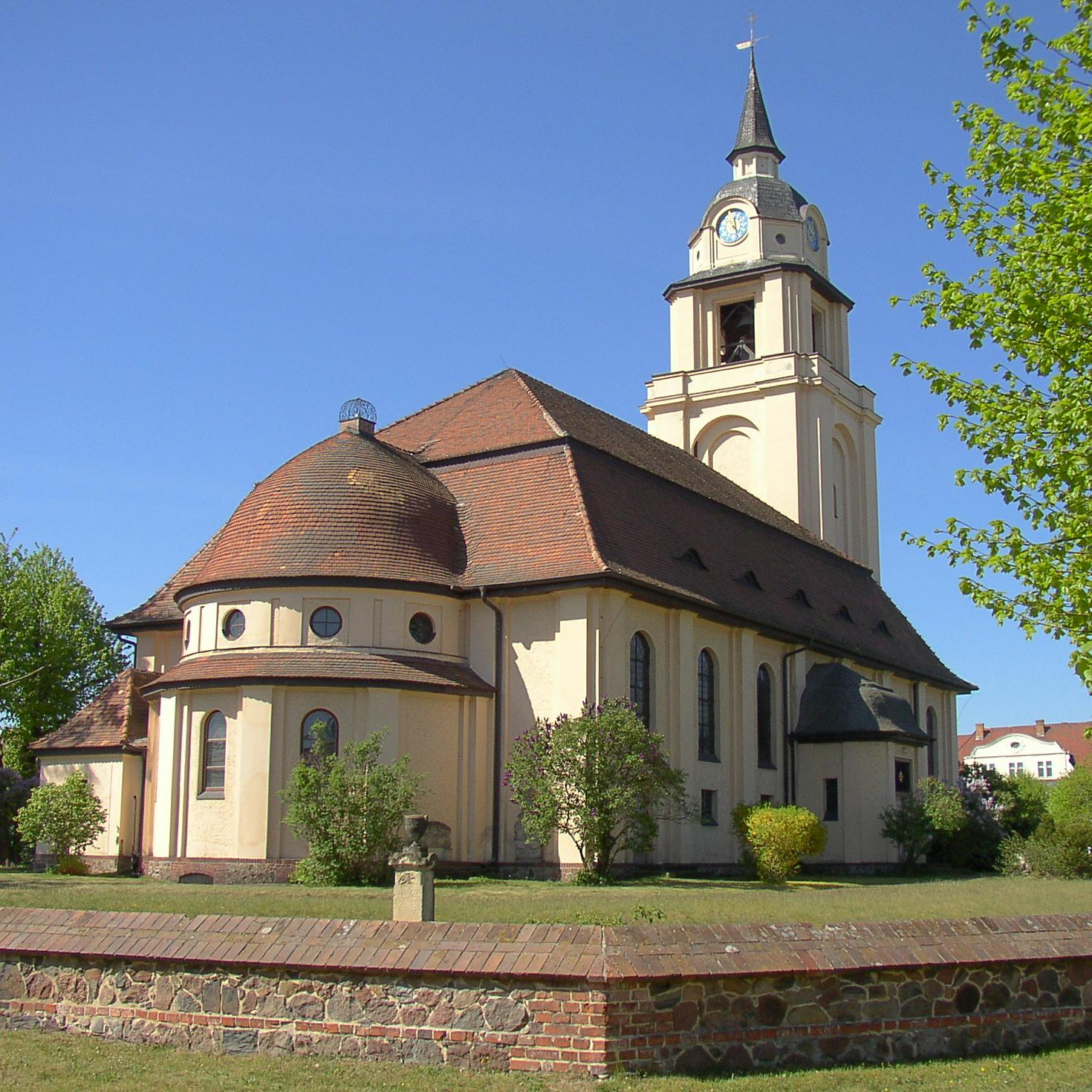
Ostschluss der Kirche (2007)

Die Evangelische Kirche Altdöbern steht im südbrandenburgischen Ort Altdöbern im Landkreis Oberspreewald-Lausitz. Sie gehört zur Kirchengemeinde Altdöbern im Kirchenkreis Niederlausitz der Evangelischen Kirche Berlin-Brandenburg-schlesische Oberlausitz. Die Kirche ist ein eingetragenes Baudenkmal in der Denkmalliste des Landes Brandenburg.

## Geschichte

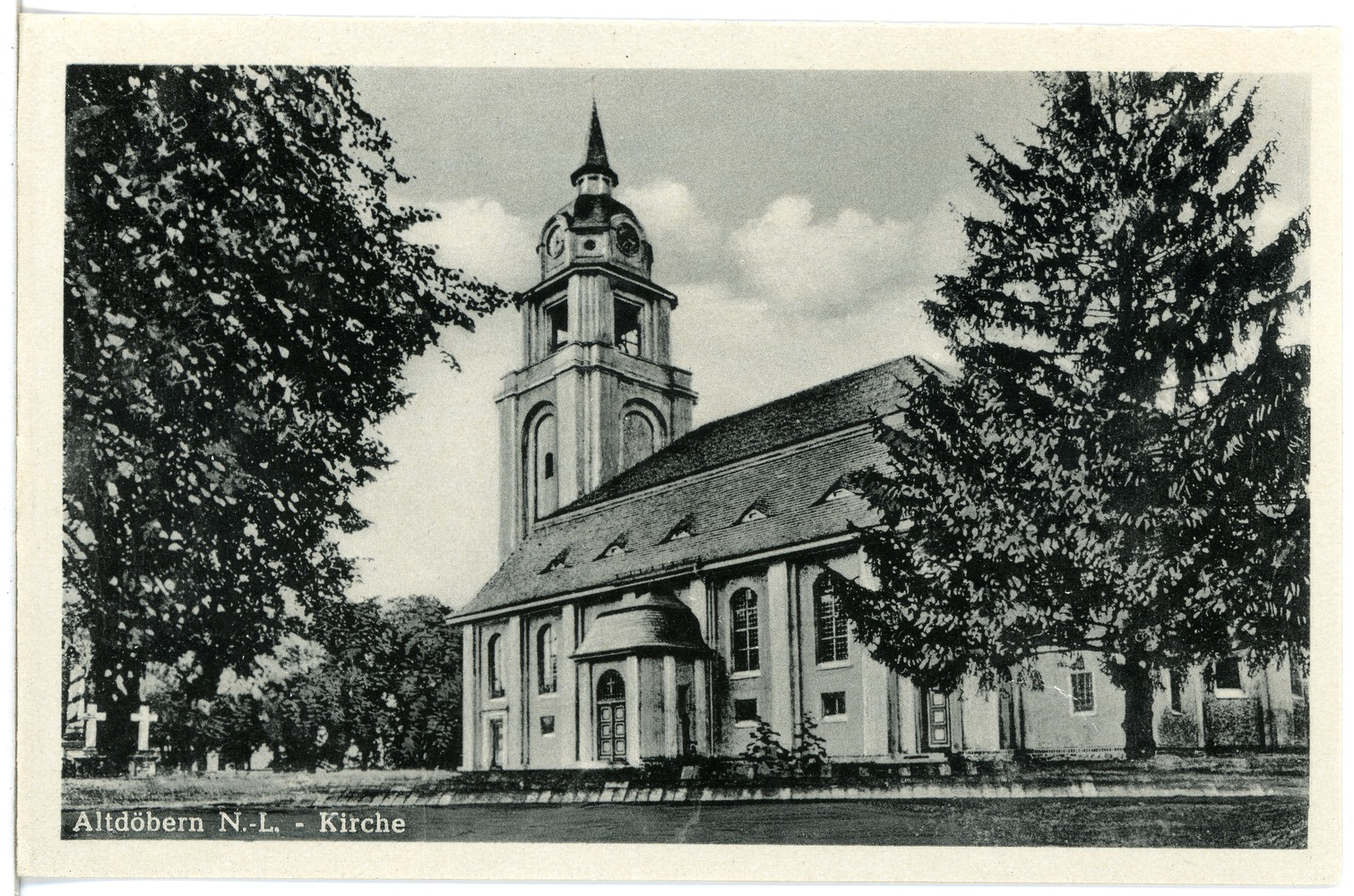
Die Kirche im Jahr 1952

Am 12. Mai 1914 wurde der Vorgängerbau der heutigen Kirche durch Brandstiftung zerstört. Die heutige Kirche wurde nach Plänen des Architekten Curt Steinberg von 1918 bis 1921 erbaut und am 20. Januar 1921 eingeweiht. Das Kircheninnere wurde nach Plänen des Berliner Bildhauers August Rhades ausgestaltet. Zum Kirchspiel gehören neben Altdöbern zehn weitere Dörfer mit insgesamt etwa 650 Gemeindemitgliedern (Stand 31. Dezember 2008).

## Baubeschreibung

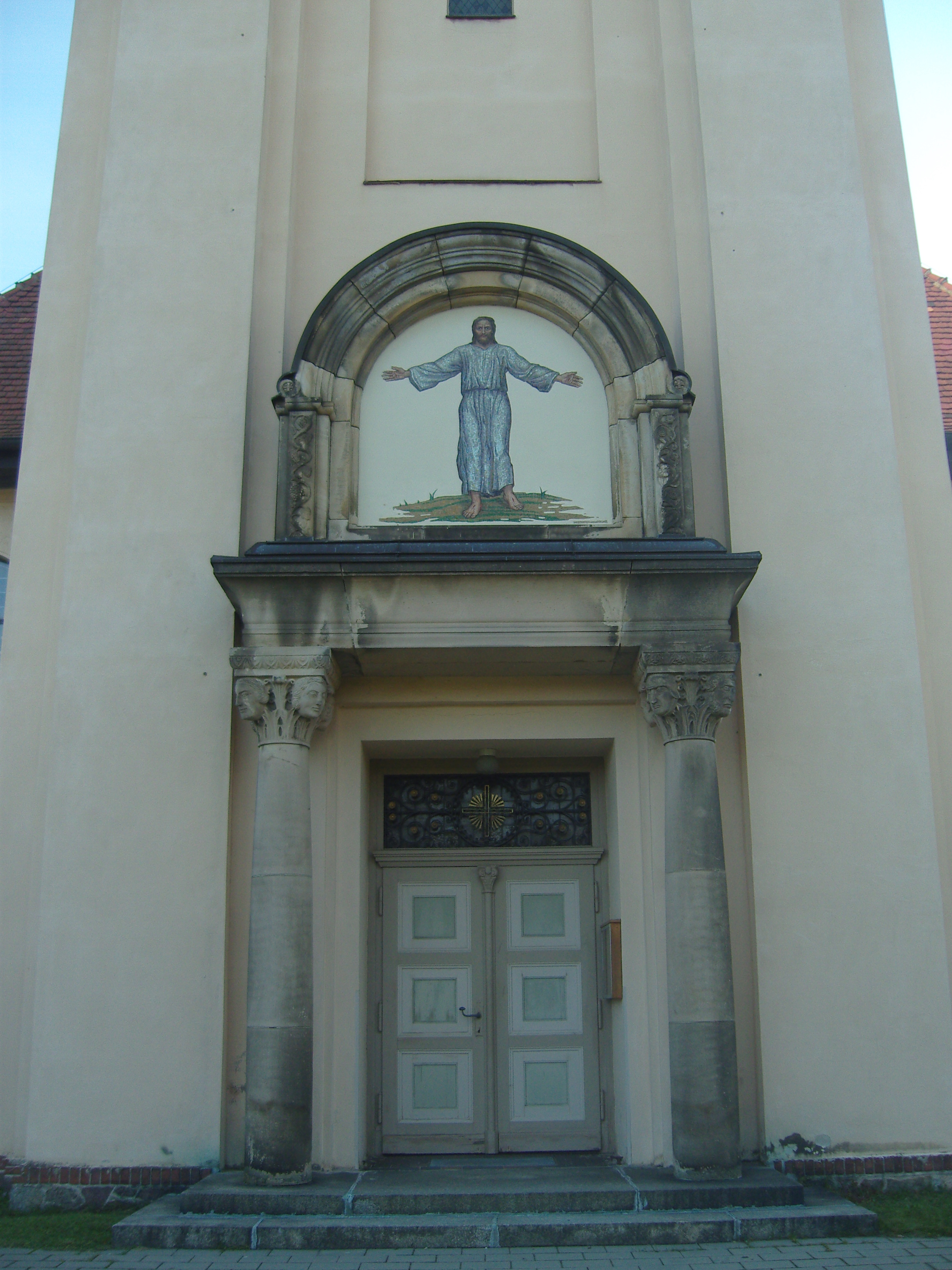
Kirchenportal

Die Kirche ist im neobarocken Stil gehalten. Der Kirchturm ist 41 Meter hoch und trägt das größte Geläut in Brandenburg. Der einschiffige Kirchenbau ist durch Pilaster und Rundbogenfenster gegliedert und wird durch ein mächtiges Mansarddach gekrönt. Im Osten schließt sich eine durch Rundbogen- und Okuli-Fenster sowie Pilaster und Gesimse gegliederte Apsis an.
Durch das Westportal gelangt man in die Kirche, darüber befindet sich ein Christusbild mit ausgebreiteten Armen. Das Kirchenschiff wird von einem Tonnengewölbe mit Kassettendecke überspannt und bietet Platz für 800 Menschen. Die Kassettendecke besteht aus 176 Feldern mit unterschiedlichen Motiven. In einem Feld wird über den Brand des Vorgängerbaus berichtet.

## Ausstattung

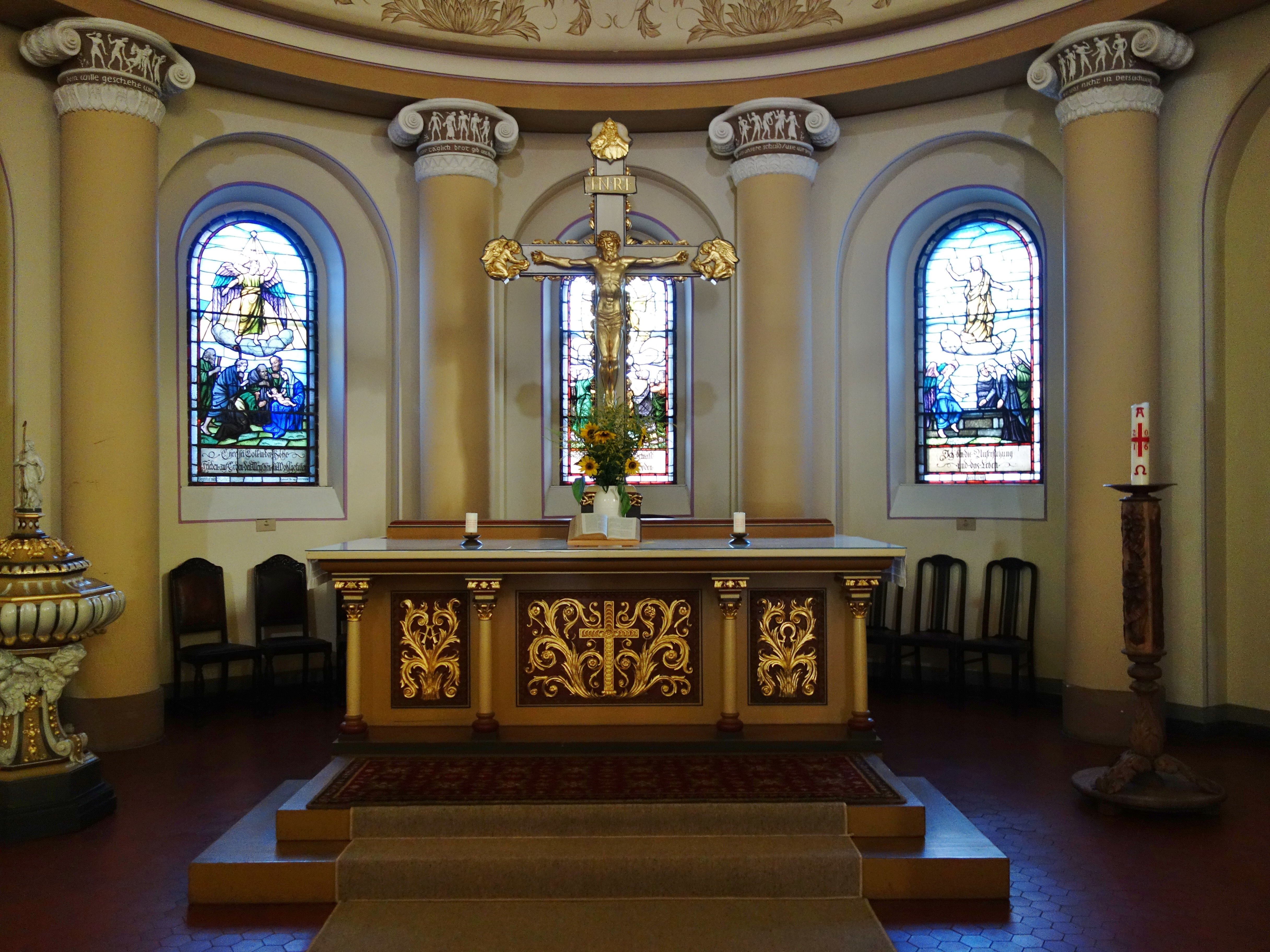
Altar

Die Ausstattung der Kirche ist im Stil des Neoklassizismus. Im Altarraum befindet sich eine mächtige goldene Darstellung des gekreuzigten Jesus. An der Spitze des Kreuzes ist Gott und an den Enden des Querholzes jeweils ein Engel dargestellt. Die farbigen Glasfenster im Altarraum stellen die Geburt, Himmelfahrt und Auferstehung Jesu dar. Die Säulenkapitelle sind mit Textzeilen aus dem Vaterunser und entsprechenden Bildern verziert.
Der Taufstein aus der ersten Hälfte des 18. Jahrhunderts stammt aus der 1914 abgebrannten Vorgängerkirche. 

### Orgel

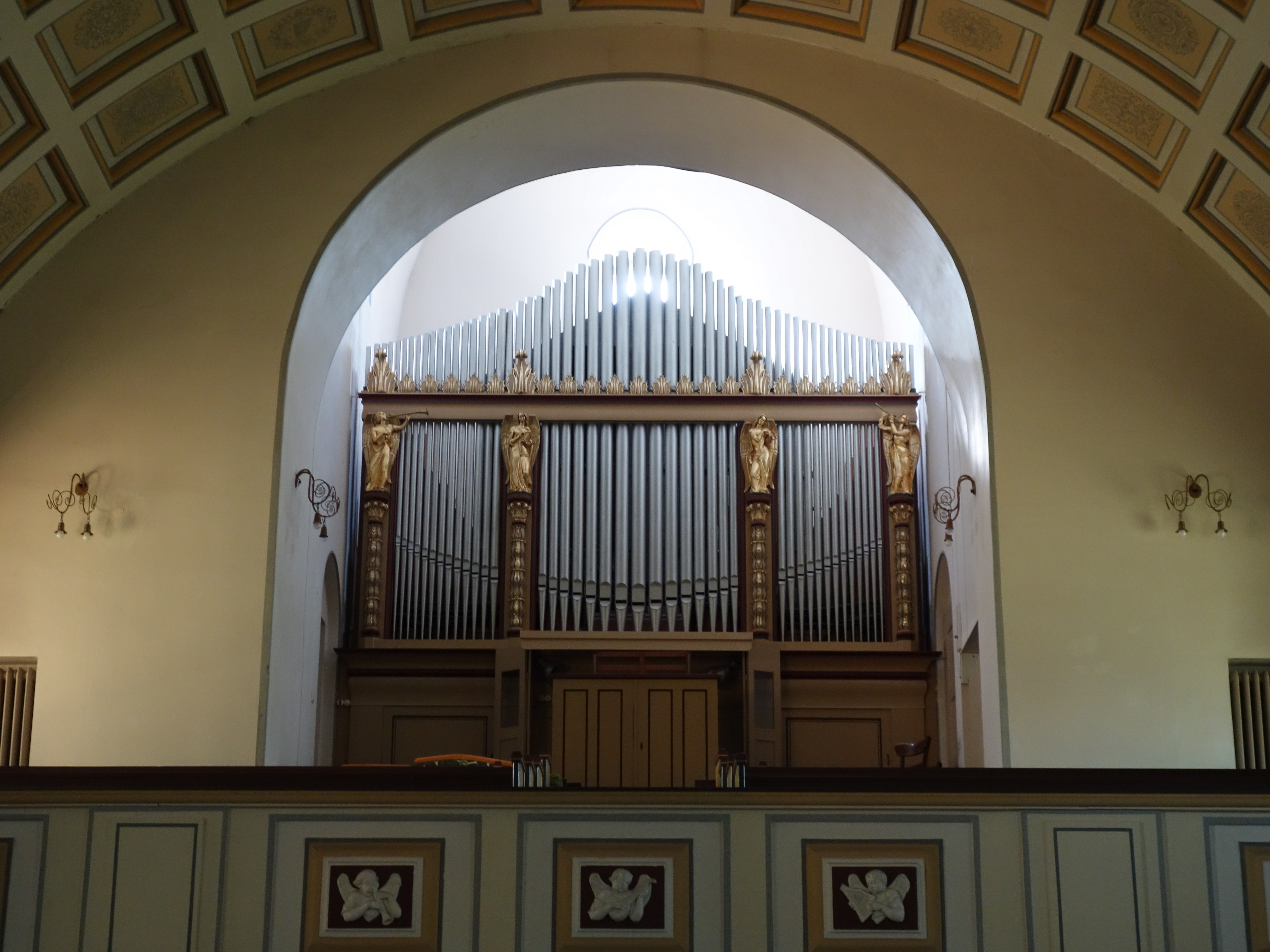
Orgelprospekt

Die pneumatische Orgel wurde 1920 von dem Orgelbauer Gustav Heinze (Sorau) erbaut. Das Kegelladen-Instrument hat 27 Register (ca. 1700 Pfeifen) auf zwei Manualen und Pedal.
| I Hauptwerk C–g3 |     |
| Bordun           | 16′ |
| Principal        | 08′ |
| Hohlflöte        | 08′ |
| Gemshorn         | 08′ |
| Octave           | 04′ |
| Rohrflöte        | 04′ |
| Piccolo          | 02′ |
| Mixtur III–IV 0  |     |
| Cornet I–III     |     |
| Trompete         | 08′ |

| II Schwellwerk C–g3 |        |
| Gedackt             | 16′    |
| Geigen-Principal    | 08′    |
| Lieblich Gedackt    | 08′    |
| Conzertflöte        | 08′    |
| Salicional          | 08′    |
| Vox celestis        | 08′    |
| Oktave              | 04′    |
| Flaut travers       | 04′    |
| Octave              | 02′    |
| Sifflöt             | 01 ⁄3′ |
| Klarinette          | 08′    |

| Pedal C–f1    |     |
| Subbass       | 16′ |
| Echobaß       | 16′ |
| Violon        | 16′ |
| Octavbass     | 08′ |
| Violoncello 0 | 08′ |
| Posaune       | 16′ |

- Koppeln: II/I (als Normal, Super- und Suboktavkoppeln), I/P, II/P
- Spielhilfen: freie Kombinationen, feste Kombinationen (p, mf, f, ff), Windprobe, Calkant